# Matjaž Bertoncelj
Matjaž Bertoncelj, slovenski stripar, * 1971, Ljubljana.
Po poklicu je računalniški programer, končal pa je tudi A.V.A. - Akademijo za vizualne umetnosti. Od leta 1995 objavlja svoje stripe v različnih časopisih in drugih medijih, objavil pa je tudi več albumov. Njegov albumski stripovski opus sestavljajo štirje sklopi: antropomorfni seriji na sledi Disneya in Mustra; pustolovska parodija Barbar Macon (albuma 1996 in 1999), katoliška satira o inkvizitorju Magnuslupusu Eppur si muove (albumi 1997, 2004, 2010 in 2016), zbirke krajših stripov različnih žanrov (albumi 1996, 1999, dva 2009, 2014 in 2021), stripi za otroke (albumi 2010, 2013, 2014 in 2024) in grafični romani (albumi 2014 in dva 2024), pri katerih kot koloristka sodeluje Jelena Bertoncelj. Poleg tega riše tudi stripe po literarnih predlogah oziroma stripovske adaptacije literarnih del.
Za njegove stripe je značilen izrazito avtorski pristop z močno ekspresivnostjo in črnim humorjem ter velika žanrska raznolikost: »avtobiografske anekdote in meditacije, družbenokritične refleksije, krajše fabule in gege, po medijih povzete kuriozitete, izganjanje lastnih 'demonov', obračunavanja z 'nasprotniki', filozofska razmišljanja, do poudarjeno liričnih, težko umestljivih stripov izbranih besed, zastrtih sporočil in abstraktnega videza, pravzaprav nekakšnih stripovskih 'pesmi'.
Stripar je tudi njegov brat Primož Bertoncelj.

## Stripovski albumi
- Barbar Macon, samozaložba, 1996[3]
- Biblijske in ostale kratke zgodbe, samozaložba, 1996[4]
- Eppur si muove 1 - Vseeno se premika, samozaložba, 1997[5]
- Kratke zgodbe 2, samozaložba, 1999[6]
- Barbar Macon 2, samozaložba, 1999
- Eppur si muove 2 - Quo vadis, Magnuslupus?, KUD Apokalipsa, 2004
- Enostranski, KUD Apokalipsa, 2009
- Večstranski, KUD Apokalipsa, 2009
- O škofu, mostu in starem gradu, Tri loške pripovedke o starih časih v sliki in besedi (skupaj z Jeleno Bertoncelj), Loški muzej, Škofja Loka, 2010
- Eppur si muove 3 - Minimundus, KUD Apokalipsa, 2010
- Trobentica (skupaj z Jeleno Bertoncelj), KUD Apokalipsa, 2013
- Ponižani in razžaljeni (skupaj z Jeleno Bertoncelj), KUD Apokalipsa, 2014
- Poppy (skupaj z Jeleno Bertoncelj), e-knjiga, Modesty Comics, 2014
- Fead the beast, e-knjiga, Modesty Comics, 2014
- Eppur si muove 4 - Per aspera ad astra, KUD Apokalipsa, 2016
- Jaz D'Artagnan, vsi ostali debili, KUD Apokalipsa, 2021
- Sokrat bojevnik (scenarij Philip Burt), KUD Apokalipsa, 2024
- Žive živali (skupaj z Jeleno Bertoncelj), Studio Risar, 2024
- Legija, moja domovina, KUD Fofite, 2024

## Izbrane tiskane stripovske objave
- Evakuacija, Stripburger, 1995
- Old Shiterhand in Nimetu, Stripburger, F-Plus 1995
- V imenu napredka, Tribuna, 1995
- Igra, Apokalipsa, 1995
- Stik, Ekoburger, 1996
- Noč vampirjev, Stripburger, 1996
- Zgodba, Tribuna, 1997
- Ko bo zavladal novi red, Mladina, Stripburger, Zofa 1997
- Vsakemu svoje, Družinski pogovor, Čefur, Brez naslova, Zofa, 1997
- Law and Order, Stripburek, 1997
- Dies Irae, Marsovske kronike, Kaj z umetniki, Težko je biti kazahstanski pilot, Stripburger, 1998
- Butasta anekdota, Kdor ni ptica, Ljudje in angeli, Mali avtomobilski slovar, Vsakemu svoje, Zakaj?, Ah, te punčke..., Moj prijatelj William, Srečanje z neznanim, Vesela trojka je nazaj, Kaj vse bi človek lahko počel, ko bi imel krila, Kaj z umetniki, Zofa, 1998
- Albertine the Witch (sc. Chris Butler), Monkey Punk, UK, 1998
- Matjaž Bertoncelj sreča notredamskega zvonarja, Handyburger, 1998
- Ko bo zavladal novi red, Emzin, 1998
- Novi zakon, Mladina, 1998
- Citadela, Strašna zabava, Znanstveni poizkus, Pridi, Kiska in Čudajožek, Službena, Trapasti angelček, Potapljač, Biseri so za svinje, Vzrok vseh tegob, Zofa, 1999
- Prihaja prijatelj!, HMS Kupid (sc. Chris Butler), Stripburger, 1999
- Pornofilm, XXXburger, 1999
- Marsovske kronike, Babel, GR, 1999
- 26, Vodenoglavi mož, Apokalipsa, 1999
- Romanje k milosti, Stripburger, 2000
- Sovraštvo, Album Break 21/ Vdor 21, 2000
- Kekec in Rožle, Apokalipsa, 2000
- Come, Kerosene, I, 2000
- Kralj se skrije..., Iz telefonskega imenika, Mevža, Zofa, 2001
- Posilstvo, Mladina, 2001
- Kralj se skrije..., Deklica z balonom, Memento mori, Apokalipsa, 2001
- Come, Refusal, Mutate and Survive, POR, 2001
- Žive živali, Večer, 2002
- Maša in medved (barva Jelena Bertoncelj), Ciciban, 2002
- Duhovnik in njegova ljubica, Gasilski fotoaparat, Apokalipsa, 2002
- Deklica z balonom, Romboid, SK, 2002
- Obuti maček (barva Jelena Bertoncelj), Ciciban, 2003
- Ko mi glava eksplodira, Mali rusko-slovenski slovar, Ogenj 2, Vesoljska odiseja, Apokalipsa, 2003
- Divje babice, Vrtičkarji proti muslimanom, Volk Rimljan, Lepo je biti milijonar, Apokalipsa, 2003
- Kolaček (barva Jelena Bertoncelj), Ciciban, 2004
- Vatra (Ogenj 2), Endem, HR, 2004
- Kako je nastala gora Lubnik (barva Jelena Bertoncelj), Ciciban, 2004
- Kako postajam pr-sec, Moje sijajno ćloveško telo, Impuls, NL, 2004
- O angelih, Literatura, 2005
- Lisičji delež (barva Jelena Bertoncelj), Ciciban, 2005
- Kampiranje, Maščevanje zlate ribice, Gozdovi, Na pragu besedila, Apokalipsa, 2005
- Cvet, ki večno cvete (barva Jelena Bertoncelj), Ciciban, 2005
- Temne vode, Onstran dobrega in zlega, Charles Crumb, Labirint, Apokalipsa, 2005
- Trobentica, Trobentica, 2005–2010
- Dialektika, Credo, Literatura, 2005
- Modeli d.o.o., Bogovi, Strašno kletev imam na jeziku, Haiku, Bog fuzbala, Brez naslova (Omar Hajam), Brez naslova (Nietzsche) Literatura, 2007
- Miš (barva Jelena Bertoncelj), Ciciban, 2007
- Brobdingnag, Literatura, 2007
- Milijon rdečih vrtnic, Ptička, Balada o detetu, Apokalipsa, 2007
- Žive živali, Strip bumerang, 2007-2012
- Moja Afrika, Strip bumerang, 2008
- Pohištveni sejem, Mladina, 2008
- Onstran steklene stene, Literatura, 2008
- Dobro zame!, Iz policijskih zapisnikov (biseri brez primere), Izlet, Nogometna legenda, Pohištveni sejem, Polaganje računov, Vesela trojka je nazaj!, General Rudolf Maister (scenarij, narisal Bernard Kolle), Slovenski klasiki v stripu!, 2009
- Casanova, Literatura, 2010
- Mrtva priroda, Pogled od zgoraj, Haiku strip, Apokalipsa, 2010
- Eppur si muove: Sanctus Lupus (7. epizoda), Red Flags, USA, 2010
- Otroške igre, Strip bumerang, 2011
- Kako je Slovenec iskal prihodnost, Južni otok, Pogled od zgoraj, Literatura, 2011
- Ogenj 2, Tekstualia, PL, 2012
- Robot, mummy and vampire, Silence (3rd festival Ligatura), PL, 2013
- Gusev, Literatura, 2013
- Iz dnevnika zapeljivca S. Kierkegaarda, Kierkegaard, eksistencialni preobrat (zbornik filozofskega simpozija Apokalipse), 2014
- Dolgčas, Literatura, 2015
- Sedmica, Sedem, 2016
- Austerity farm (sc. James Hitchcock), Sztriptiz, HUN, 2016
- Bog kot učitelj, Kierkegaard, ponovitev kot dogodek (5. mednarodni fil. simpozij Miklavža Ocepka), 2016
- Monika in mačja hrana, Literatura, 2017
- Pasje srce, Trajekt na Cres, Strip bumerang, 2017
- Jug, Literatura, 2017
- Moj pes je rad gledal skozi okno, Bajta, ki mi je požrla življenje, Prvi rojstni dan, Apokalipsa, 2018
- Pipi in Melhiard, mali in veliki pujs, Ne znamo bit' tiho (zbornik Radia Študent ob 50-letnici), 2019
- O čem govorimo, kadar govorimo o ljubezni, Literatura, 2019
- The South (Jug), The Art of Hate (3. festival Frame), CZ, 2020
- Mali zeleni stvor, Literatura, 2020
- Simon čudodelec, Literatura, 2021
- Socrat the Warrior (odlomek iz grafičnega romana), Apokalipsa, 2021
- Zaštitari, OHOHO Zin, HR, 2023
- Nostalgija, Apokalipsa, 2023
- Gorske koče (sc. Urška Godec), Planinski vestnik, 2023-
- Poleti že!, Literatura, 2024

## Izbrane razstave stripov (če ni na koncu navedka v oklepaju, je samostojna)
- Pregledna razstava slovenskega stripa, Galerija modernih umetnosti, Celje, 1996 (skupinska)
- Bienale mladih umetnikov Evrope in Mediterana, Torino, Italija; Helsinki, Finska, 1997 (skupinska)
- "100 let samote", KUD France Prešeren, Ljubljana, 1998 (1. samostojna)
- "Human rights, Dreams and Reality", Business Club, Almaty, Kazahstan, 1998 (skupinska)
- Klub MKC, Koper, 1998 (skupaj z Markom Kociprom)
- "Forbidden Fruits of Civil Society", Utrecht, Nizozemska, 1998 (skupinska)
- Dvorana Gustaf, Pekarna, Maribor, 1998 (skupinska)
- Pavlova hiša, Laafeld/ Potrna, Avstrija, 1998 (skupaj z Markom Kociprom)
- "Slovenski strip 90-tih", Kibela, Maribor, 1999 (skupinska)
- "4. atenski stripovski festival", Atene, Grčija, 1999 (skupinska)
- Galerija Perspektiva, Strahinj pri Kranju, 1999
- "Umetniški večer", Kulturni dom, Železniki, 1999 (skupaj z Markom Kociprom in Iztokom Sitarjem)
- "1h 59", Musee de Papier du Nil, Angouleme, Francija, 2000 (skupinska, jugoslovanski avtorji)
- "Stripi za otroke", Galerija Ivana Groharja, Škofja loka, 2000
- "Slovenski politični strip", KUD France Prešeren, Ljubljana, 2000 (skupinska)
- "Nastaviće se...", Europski književni susreti, Center Andre Malraux, Sarajevo, BIH, 2000 (skupinska)
- "Umetniški večer", Martinova hiša, Škofja loka, 2000 (skupaj z Andrejem Štularjem, Iztokom Sitarjem in Markom Kociprom)
- "Enostransko", Mladinski center, Velenje, 2002
- "C'est quoi, Drozophile?", Villa Bernasconi, Ženeva, Švica, 2002 (skupinska)
- "Novorojeni", Galerija Ivana Groharja, Škofja loka, 2004 (skupaj z Iztokom Sitarjem)
- Mladinski center, Postojna, 2005
- "Haiku strip", Cankarjev dom, Ljubljana, 2005 (skupinska)
- Praški knjižni sejem, Galerija Portheimka, Praga, Češka, 2005 (skupinska)
- "Slovenski strip in animirani film 1996-2006", Galerija sodobne umetnosti, Celje, 2006 (skupinska)
- "Stripi in baloni", Klubska soba KUD France Prešeren, Ljubljana, 2008 (skupaj z Jeleno Bertoncelj)
- Rdeča galerija ateljeja 2050, Ljubljana, 2008
- "1. vseslovenski strip natečaj", Stari grad, Celje, 2008 (skupinska)
- "Slovenski stripovski klasiki". KUD France Prešeren, Ljubljana, 2009 (skupinska)
- "Obarvana pravljica", Galerija Ivana Groharja, Škofja loka, 2010 (skupaj z Jeleno Bertoncelj)
- "Risba v stripu na Slovenskem", Mestna galerija, Ljubljana, 2011 (skupinska)
- "Trobentica in otroški stripi", Kulturni center slikarjev Šubic, Poljane, 2013 (skupaj z Jeleno Bertonccelj
- "AVA005", SEM-Slovenski etnografski muzej, Ljubljana, 2013 (skupinska)
- "Commix Connection", Kino Šiška, Ljubljana; Pula, Hrvaška; Timisoara, Romunija, 2013, Cluj-Napoca, Romunija; Pecs, Madžarska; Budimpešta, Madžarska; Osijek, Hrvaška, 2014, Novi sad, Srbija; Subotica, Srbija; Pančevo, Srbija; Beograd, Srbija; Vršac, Srbija; Sarajevo, BIH; Šabac, Srbija; Zagreb, Hrvaška; Vukovar, Hrvaška, 2015,  Stuttgart, Nemčija, 2016, Freiburg, Nemčija, 2017, Berlin, Nemčija, 2019-2021 (skupinska)
- "Trobentica", Knjižnica Škofja loka, otroški oddelek, Škofja loka, 2014 (skupaj z Jeleno Bertoncelj)
- "AVA006", Galerija Vžigalica, Ljubljana, 2014 (skupinska, diplomska razstava)
- "Ilustratorji na Loškem, Galerija Sokolski dom, Škofja loka, 2014 (skupinska)
- Knjižnica Jožeta Mazovca, Ljubljana, 2015 (skupaj z Jeleno Bertoncelj)
- "9. novosadski strip vikend", SKC Fabrika, Novi sad, Srbija, 2015 (skupaj z Jeleno Bertoncelj)
- "To je orožje!", angažirani strip XX stoletja na Slovenskem, Vodnikova domačija, Ljubljana, 2016 (skupinska)
- "Sveže! Frišn! Fresh!", Loški muzej, Galerija na gradu, Škofja loka, 2017 (skupinska, Združenje umetnikov Škofje loke)
- "40+... skozi čas in naprej...", 40 let Združenja umetnikov Škofje loke, Galerija na gradu in Stalne zbirke loškega muzeja, Škofja loka, 2019 (skupinska)
- "Jaz D'Artagnan, vsi ostali d-bili", Trubarjeva hiša literature, Ljubljana, 2022
- Mladinski center, Postojna, 2023
- 39. knjižni sejem, Gospodarsko razstavišče, Ljubljana, 2023 (skupinska, društvo Packa)
- "Sopotniki, opazovalci, ustvarjalci", Mestni muzej Kosova graščina, Jesenice, 2024 (skupinska, Združenje umetnikov Škofje loke)